# Doprava na Srí Lance

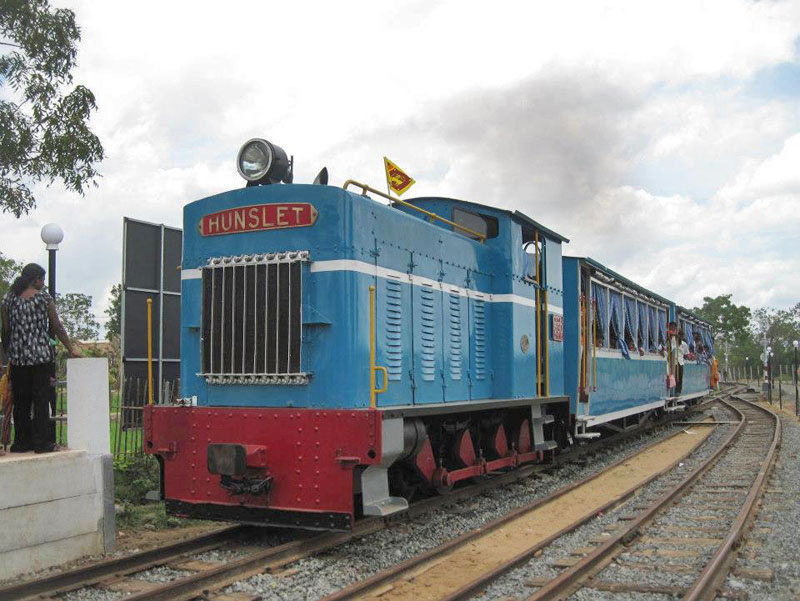
Úzkorozchodná dieselová lokomotiva řady P1

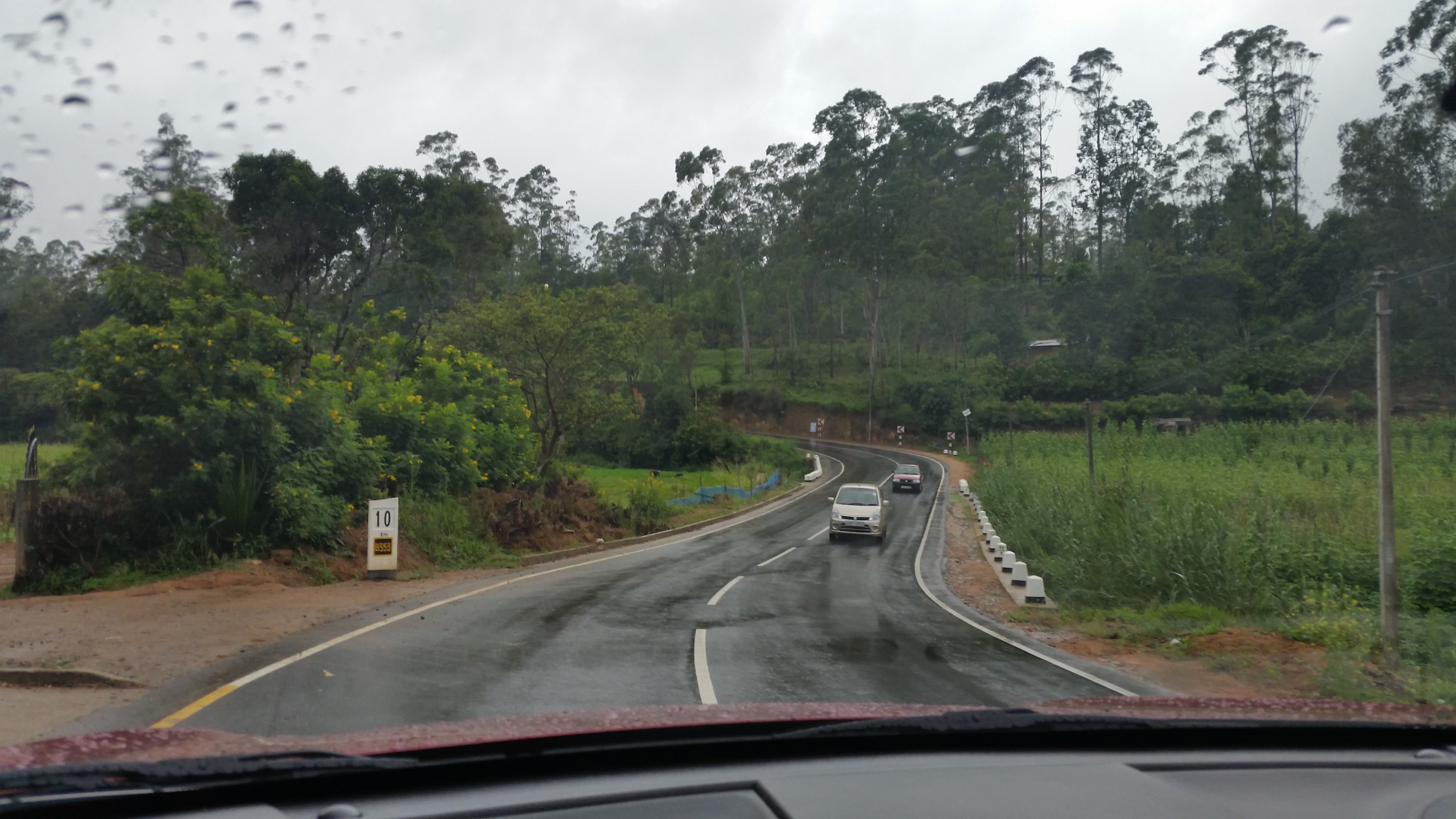
Silnice kategorie B

Doprava na Srí Lance je převážně založena na silniční infrastruktuře. Srí Lanka má rozvinutou dálniční síť a 1568 km železnic provozovaných národní společností Sri Lanka Railways. K dispozici jsou také splavné vodní cesty, přístavy a mezinárodní letiště. Národní leteckou společností jsou SriLankan Airlines.

## Silniční doprava

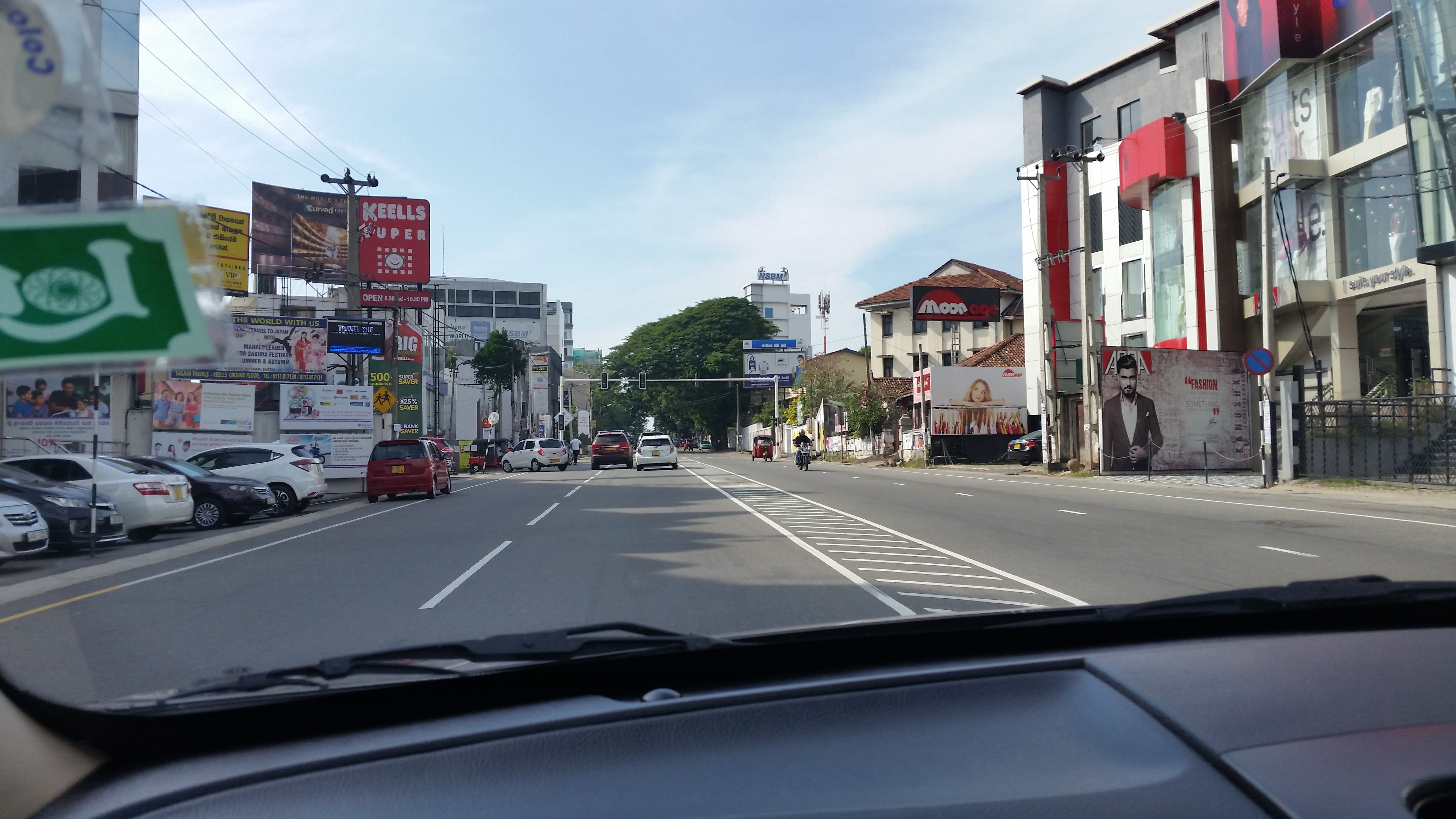
Dvouproudá silnice kategorie A

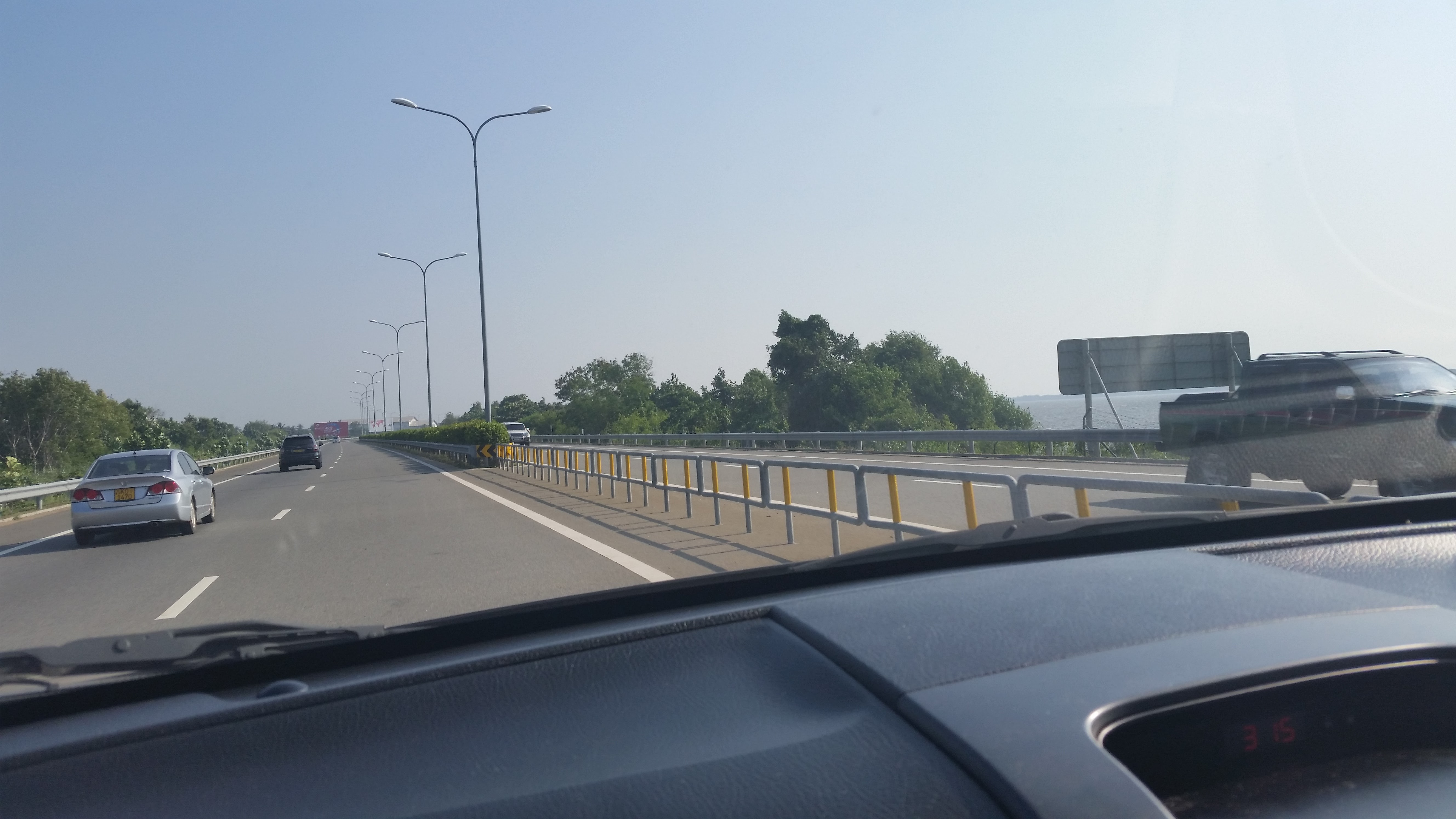
Dvouproudá silnice kategorie E

Silniční doprava tvoří na souši 93 % dopravy. Stát má 12 220 km silnic tříd A a B a 169 km rychlostních silnic.

### Klasifikace
Silnice na Srí Lance se dělí do čtyř kategorií: E, A, B a C.
| Kategorie | Popis                                                                                |
| --------- | ------------------------------------------------------------------------------------ |
| E         | Rychlostní silnice s hustým provozem, které odlehčují vytíženým silnicím kategorie A |
| A         | Národní dálnice                                                                      |
| B         | Hlavní provinční silnice                                                             |
| C         | Místní silnice                                                                       |

### Rychlostní silnice

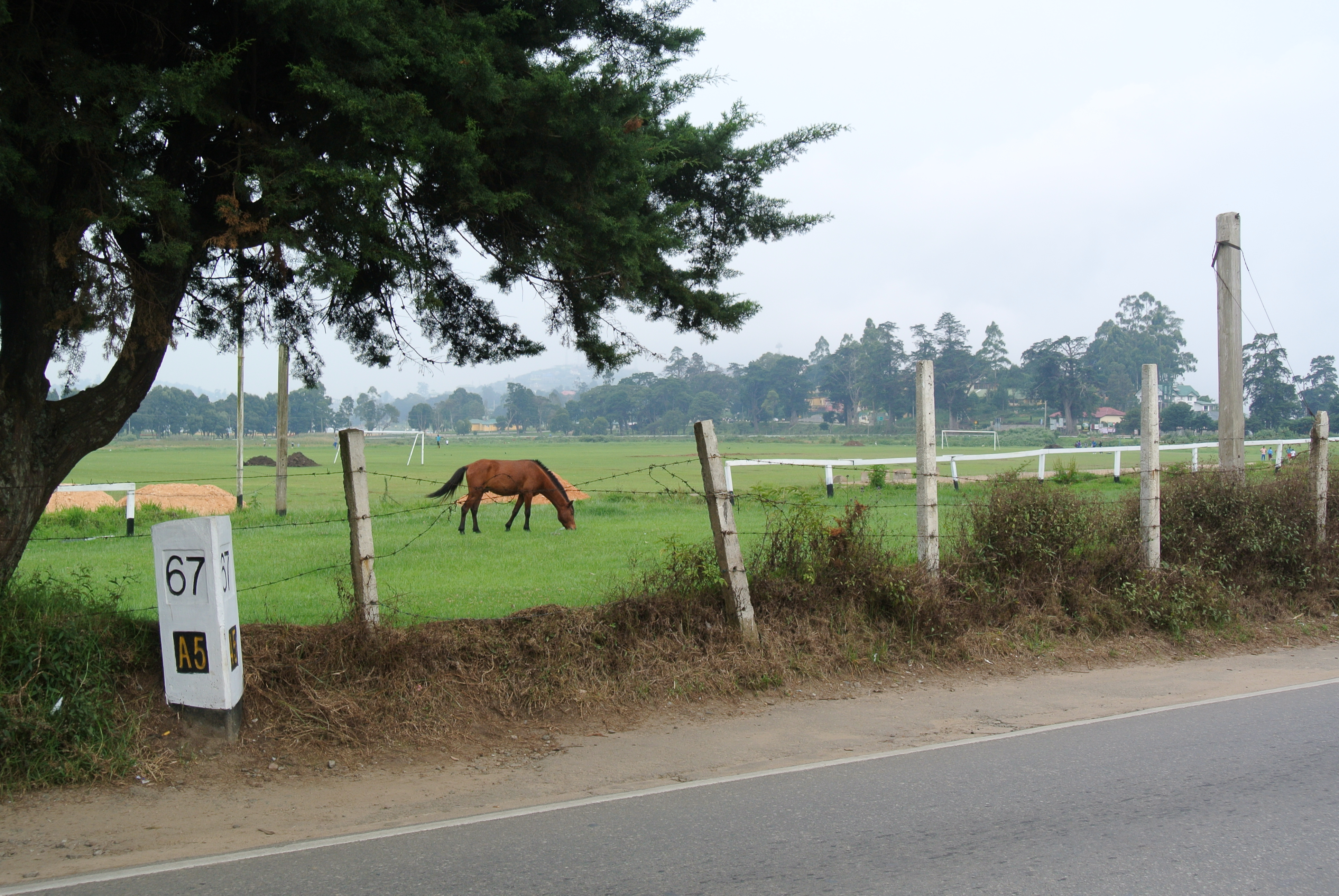
Kilometrovník u dálnice A5 v Nuwara Eliya

Rychlostní silnice Kolombo–Matara je 126 km dlouhá a spojuje města Kolombo, Galle a Matara. Postavena byla v roce 2011 pro rozvoj a zlepšení ekonomiky Jižní provincie (Dakunu Palata). Výstavba dalších dvou rychlostních silnic (E02 a E03) byla ukončena v uplynulých letech a rychlostní silnice E04 je ve výstavbě. Výstavba rychlostní silnice z Kahathuduwa do Pelmadulla započala v roce 2014 a má být dokončena v roce 2019.
Srílanská vláda navrhla tři zvýšené dálnice (technicky je celá dálnice jediným mostem), které propojí tři hlavní rychlostní silnice:
- Kirulapone – Kadawatha (okolo 19 km), propojující vnější okruh – rychlostní silnici (E2) v Kadawatha a rychlostní silnici Kolombo-Katunayake u města Peliyagoda
- Kolombo Fort – Kottawa (okolo 21 km), propojující rychlostní silnici Kolombo-Matara a vnější okružní rychlostní silnici
- propojení z Kolombo Fort do města Peliyagoda na rychlostní silnici Kolombo-Katunayake (asi 5 km)

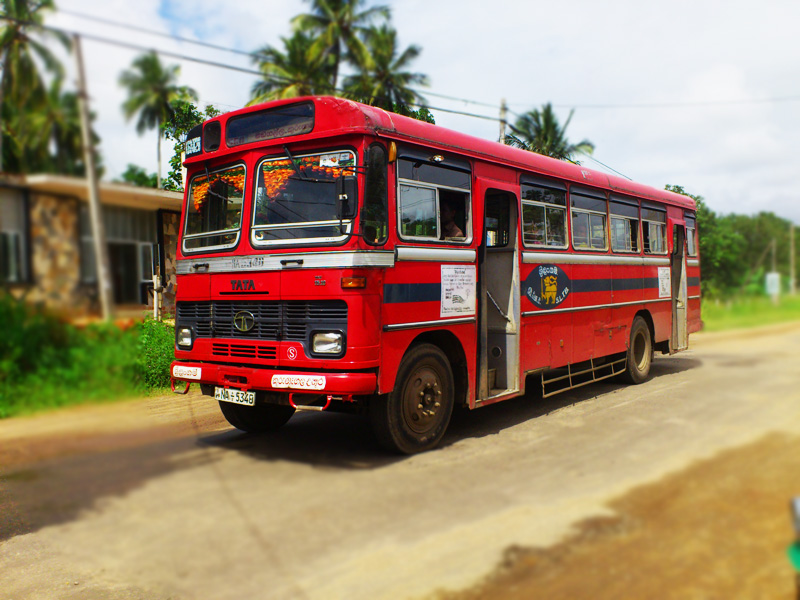
Autobus společnosti Sri Lanka Transport Board

| Číslo | Název                                 | Začátek           | Konec          | Délka v km | Jízdní pruhy |
| ----- | ------------------------------------- | ----------------- | -------------- | ---------- | ------------ |
|       | Rychlostní silnice Kolombo–Matara     | Kottawa           | Matara         | 126        | 4            |
|       | Vnější okruh – rychlostní silnice     | Kottawa           | Kerawalapitiya | 29         | 6/4          |
|       | Rychlostní silnice Kolombo–Katunayake | New Kelani Bridge | Katunayake     | 25,8       | 6/4          |
|       | Rychlostní silnice Kolombo–Kandy      | Kadawatha         | Katugastota    | 98,9       | 4            |

### Národní dálnice
Srílanské dálnice jsou kategorizovány do kategorií A a B. Dálnice kategorie A se dále dělí do podkategorií AA, AB a AC.
| Kategorie                      | Délka         |
| ------------------------------ | ------------- |
| A                              | 4 217,420 km  |
| AA                             | 3 720,310 km  |
| AB                             | 466,920 km    |
| AC                             | 30,190 km     |
| B                              | 8003,167 km   |
| Dálnice kategorií A a B celkem | 12 220,587 km |

Hustota silniční sítě je nejvyšší na jihozápadě, hlavně v oblasti Kolomba. Dálnice jsou v dobrém stavu, s hladkým povrchem a dopravním značením. Nejvytíženější cesty jsou neustále modernizovány a opravovány. I přesto jsou některé venkovské silnice v horším stavu. Veřejná doprava je široce dostupná v mnoha venkovských oblastech.

### Autobusy
Autobusy jsou hlavním způsobem veřejné dopravy. Provoz zabezpečuje státem vlastněná společnost Sri Lanka Transport Board (SLTB) a soukrommí dopravci. SLTB provozuje městské i venkovské linky, které nejsou pro soukromé dopravce rentabilní.

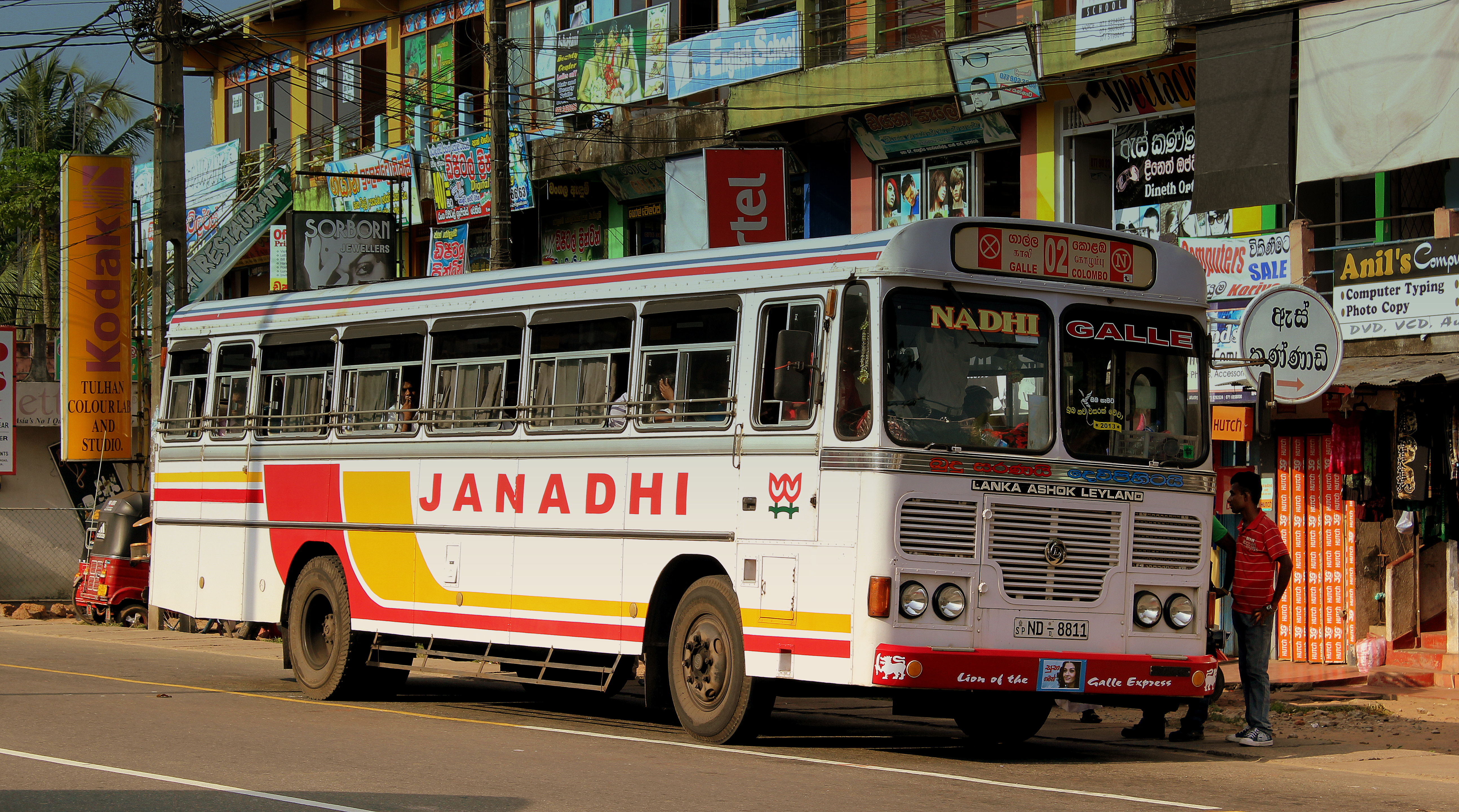
Autobus Viking soukromé společnosti

Kolombo má rozsáhlý systém veřejné dopravy založený na autobusech, jehož sídlem je Central Bus Stand v Pettahu. Silniční síť města sestává z radiál, které spojují město a centra městských částí. Mnohé autobusové linky jsou vedeny po hlavních tepnách, bez vyhrazených pruhů pro autobusy kvůli hustému provozu. Pro Kolombo byl navržen systém metrobusů, ale zatím nebyl zaveden.
Příměstské autobusy město propojují s hlavními centry země. Některé jezdí po rychlostních silnicích E01 a E03 s moderními autobusy značky Ashok Leyland.
V roce 2011 začala SLTB nahrazovat stárnoucí autobusy novými. Na většině linek v Kolombu jezdí autobusy Volvo 8400 vyráběné firmou Volvo India.
Nejpopulárnějším modelem je Lanka Ashok Leyland Viking; tyto vozy provozuje SLTB a několik soukromých společností.

## Železniční doprava

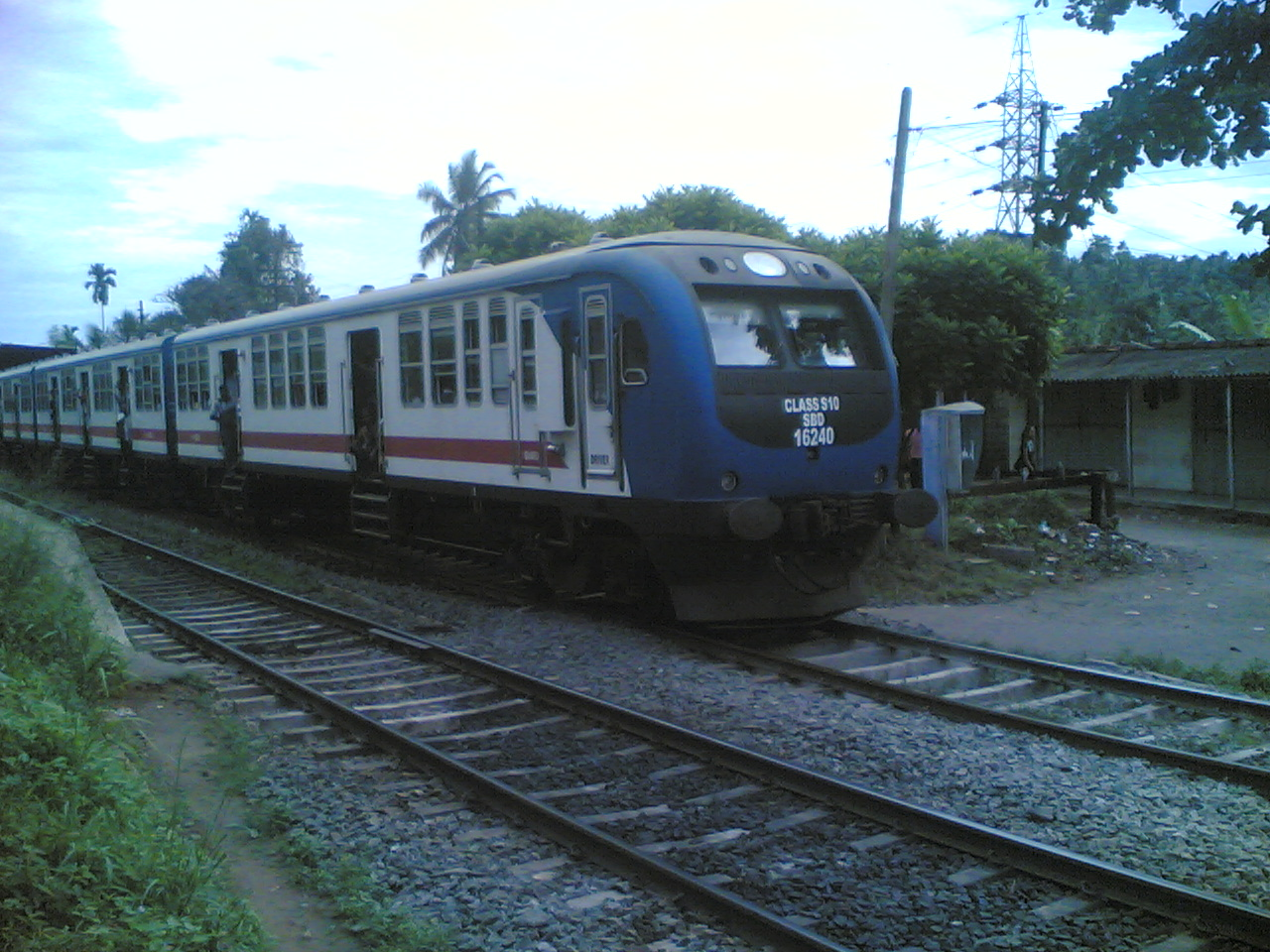
Vlak v Kolombu

Železniční síť tvoří 1568 kilometrů tratí, provoz na nich zajišťuje Sri Lanka Railways. Vlaky spojují významná města s 9 provinciemi země.

Železniční infrastruktura na Srí Lance

Většina tratí byla postavena za koloniálních časů Britského impéria. První trať z Kolomba do Kandy byla otevřena 26. dubna 1867. Železnice byla ekonomickým způsobem transportu zboží, hlavně čaje, kaučuku a produktů z kokosových plantáží do hlavního přístavu v Kolombu. Po roce 1950 se srílanská ekonomika začala více soustřeďovat na průmysl než na zemědělství. Silniční infrastruktura rostla také. Po nástupu nákladních automobilů se množství přepravovaného zboží po železnici snížilo. Hlavně kvůli své orientaci na zemědělské oblasti a přepravu zboží mnohem více než na přepravu osob a významná centra generovala železnice velké ztráty.
Potenciál železnice vzrostl v roce 1974, kdy ministr dopravy Leslie Goonewardena zajistil prodloužení pobřežní trati (Coastal Line) z Puttalam do cementárny v Aruvakalu. Tato linka je modernizována a prodlužována tak, aby vyhovovala vyšším rychlostem a zvýšila se její efektivita.
Přestože už v roce 2010 byla navržena elektrifikace nejrušnějších úseků sítě s cílem zlepšit energetickou účinnost a udržitelnost, projekt ani nezačal. V první fázi bylo plánováno elektrifikování linky Panadura–Veyangoda.
Srílanská železniční síť prochází malebnou krajinou – hlavně hlavní linka Kolombo-Badulla, která prochází strmými vysočinami. Železnice spojuje města Kandy, Galle, Matara, Anurádhapuraja, Gampaha, Negombo, Kurunegala, Avissawella, Kalutara, Polonnaruwa, Batticaloa, Trincomalee, Badulla, Gampola, Nawalapitiya, Matale, Vavuniya, Puttalam a Chilaw s Kolombem. Tratě do měst Jaffna, Kankesanturai a Mannar byly během občanské války zničeny.
Původně úzkorozchodná trať Kelani Valley Line, vedoucí z Kolomba do Avissawella, byla přestavěna na normální rozchod. Další úzkorozchodné tratě z Nanu Oya do Nuwara Eliya, z Avissawella do Yatiyantota a z Avissawella do Ratnapura a Opanayaka byly kvůli finančním ztrátám sneseny.

## Letecká doprava

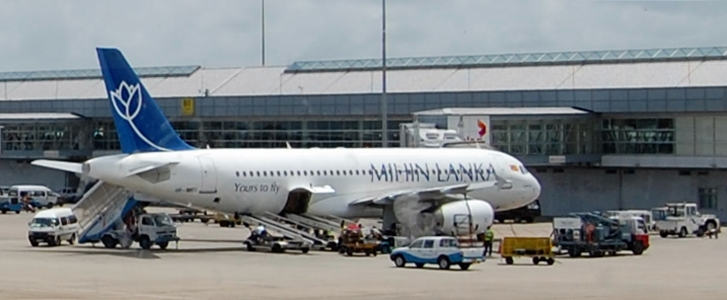
Letadlo společnosti Mihin Lanka u hlavního terminálu Bandaranaike International Airport

Srílanskými mezinárodními letišti jsou Colombo Bandaranaike International Airport, Mattala Rajapaksa International Airport a Ratmalana International Airport, které je rekonstruováno.

### SriLankan Airlines
Národními aeroliniemi jsou SriLankan Airlines. Firma byla založena v roce 1979 jako Air Lanka a jméno bylo změněno v roce 1998 poté, co do společnosti vstoupil zahraniční investor. Aerolinie létají do Asie a Evropy ze svého sídla na Bandaranaike International Airport v Kolombu. Celkem obsluhují 105 destinací v 47 zemích.

### Letiště
Bandaranaike International Airport nacházející se v Katunayace, je od Kolomba vzdáleno 35 km severně. Mattala Rajapaksa International Airport se nachází v Mattale, severně od města Hambantota. Ratmalana Airport po rekonstrukci obnoví mezinárodní lety po padesátileté přestávce.

### Vnitrozemské lety
Domácí linky jsou spojeny s letištěm v Ratmalana. Domácími dopravci jsou Deccan Aviation Lanka, Deccan Helicopters, Senok, Helitours a Cinnamon Air. Srí Lanka má 23 letišť.

## Vodní doprava
Na Srí Lance je 160 kilometrů vnitrozemských vodních kanálů, které jsou využívány plavidly s malým ponorem.

### Přístavy

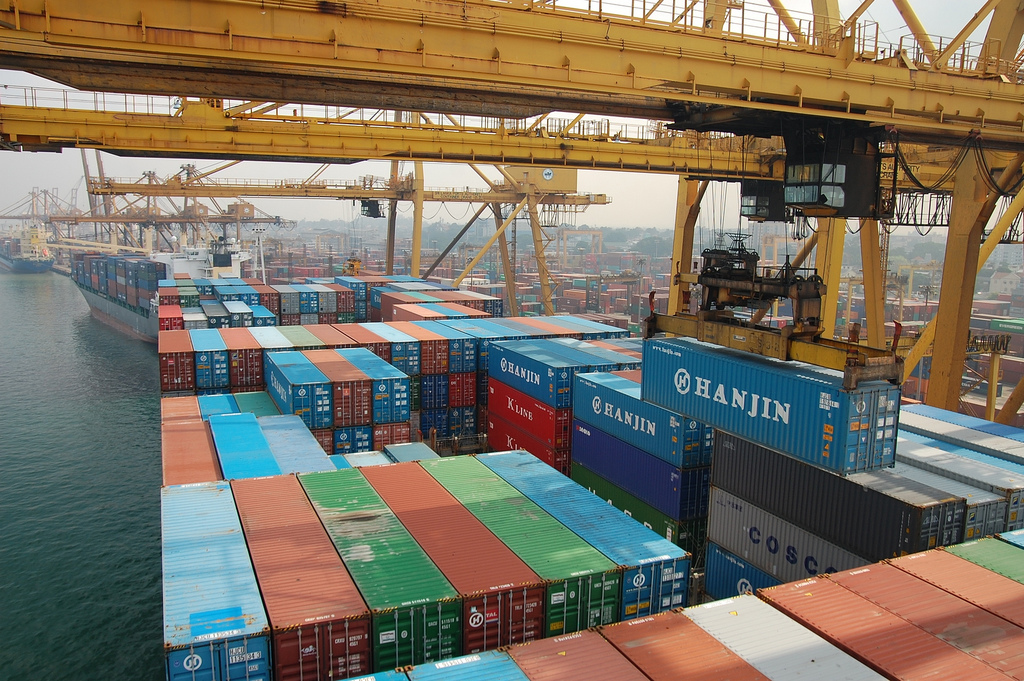
Přesun kontejneru v kolombském přístavu

#### Kolombský přístav
Srí Lanka má hluboké přístavy v Kolombu a ve městech Hambantota, Galle a Trincomalee. Přes přístav v Kolombu projde nejvíc nákladu, v roce 2017 dosáhla přepravní kapacita přístavu 6,2 milionu kontejnerů (TEU). V roce 2008 začalo rozšiřování přístavu za 1,2 miliardy dolarů. Projekt financovaný Sri Lanka Ports Authority byl vybudován společností Hyundai Engineering and Construction Company.
V roce 2010 byl otevřen Přístav Mahindy Radžapaksy ve městě Hambantota na jihu země. Přístav má využít výhodné polohy ostrova, který leží přímo na námořní trase mezi Suezským průplavem a Malackým průlivem. Dalšími přístavy jsou rybářský přístav Dikkowitta a Kankesanthurai.

## Produktovody
Na Srí Lance sa nachází 62 km ropovodů.